# McGraw-Hill, Publishing Group Italia
The McGraw-Hill Companies, S.r.l., Publishing Group Italia, società del gruppo The McGraw-Hill Companies, è una delle principali case editrici italiane nel settore universitario, con un catalogo di oltre 1.000 titoli.
Nata a Milano nel 1986, si è imposta come punto di riferimento per l'editoria informatica italiana, per poi rivolgersi alle pubblicazioni mediche, al mercato professionale e a quello universitario.
Accessengineeringlibrary.com e accessscience.com sono i due portali chiusi e proprietari di McGraw Hill, rispettivamente dedicati all'ingegneria e alle scienze. Essi presentano biografie, paper scientifici, video, un dizionario tecnico rivolti a librai ed istituzioni accademiche, studenti e professionisti. I contenuti sono generalmente riservati agli utenti iscritti e abbonati al sito.